# Cratere Mie
Mie  è un cratere sulla superficie di Marte.